# Reg Stanway
Reginald Ewart „Reg“ Stanway (* 25. April 1892 in Langley Mill; † 12. September 1972 in Mapperley) war ein englischer Fußballspieler.

## Karriere
Stanway, von Beruf Bergmann, gehörte in der Saison 1911/12 zur Reservemannschaft von Nottingham Forest und kam am letzten Spieltag der Football League Second Division 1911/12 zu seinem Pflichtspieldebüt in der ersten Mannschaft. Als rechter Außenläufer bildete er mit Prestwood Machin, einem weiteren Debütanten, die rechte Defensivseite; für beide blieb es der einzige Einsatz. Nottingham hatte die vorangegangenen sieben Partien verloren, im sportlich bedeutungslosen Heimspiel gegen den FC Fulham gelang ein 1:1-Unentschieden.
In der Folge schloss er sich Ilkeston United an, die in der Central Alliance spielten. Im April 1914 gehörte er als rechter Außenläufer zu einer Ligaauswahl der Central Alliance, die eine Partie gegen den Ligameister FC Shirebrook (Endstand 1:1) austrug. Neben Größen wie den beiden englischen Nationalspielern Steve Bloomer und George Richards spielte hinter Stanway erneut Machin als rechter Verteidiger, dieses Mal als Spieler der Reserve von Notts County. Zur Saison 1921/22 wechselte Stanway von Ilkeston zum neu in die Central Alliance aufgenommenen Klub Heanor Town. 1925 war er einer von drei Spielern, die nach einem Ligawechsel in die Derbyshire Senior Alliance im Kader von Heanor Town verblieben.